# Luigi Ragno
Luigi Ragno (Francavilla di Sicilia, 29 aprile 1899 – Santa Teresa di Riva, 22 maggio 1984) è stato un avvocato e politico italiano.

## Biografia
Luigi Ragno iniziò la sua carriera politica nei primissimi anni '20 nel Partito Nazionale Fascista, diventando segretario particolare dell'on. Michele Crisafulli Mondìo. Non molto tempo dopo sposò Aldea Righetti-Crisafulli figlia adottiva del succitato on. Crisafulli. Giovanissimo divenne  Commissario prefettizio di Santa Teresa di Riva dal 1924 al 1926; dal 1926 al 1929 ricoprì la carica di podestà nel suddetto comune.. Nel 1927 è vice segretario federale del PNF messinese.
Nell'agosto 1943, subito dopo la caduta del fascismo, venne arrestato dalle truppe anglo-americane, che avevano appena occupato Messina, e rinchiuso nel campo di concentramento di Padula. Venne liberato alcuni mesi dopo e fece ritorno a Santa Teresa di Riva.
Nel 1946 aderì al Movimento Sociale Italiano, per il quale fu eletto per due legislature senatore della Repubblica (1953-1963) .
Esercitò la professione di avvocato penalista. 
Ritiratosi a vita privata si stabilì definitivamente a Santa Teresa di Riva ove morì nel 1984.
Tra i suoi congiunti si contano vari esponenti della destra politica italiana: il suocero Michele Crisafulli Mondìo, deputato al Parlamento in epoca fascista; il figlio Salvatore Ragno, senatore della Repubblica per tre legislature nelle file di Alleanza Nazionale e il nipote Luigi, rappresentante messinese del suddetto partito.